# Grasshoppers (film 2022)
Grasshoppers è un film del 2022 diretto da Brad Bischoff. 
Film indipendente, esordio alla regia di Bischoff, con Saleh Bakri nel suo primo ruolo in un film statunitense.

## Trama
Nijm e Irina, una coppia di immigrati del Midwest, scoprono che tutti i vicini della gated community sono andati in vacanza a sciare. Escogitano quindi un piano per divertirsi senza lavorare, sfruttando le case vuote come se fossero locande. Ogni volta che entrano in un'abitazione, fanno il pieno di alcolici e rivelano nuovi dettagli della loro relazione. Con il passare dei giorni, il loro rapporto inizia a sfaldarsi e diventa sempre più tossico.

## Distribuzione
Il film è stato presentato in anteprima mondiale al BendFilm Festival, Oregon, l'8 ottobre 2021. Il 3 gennaio 2023 è distribuito in varie piattaforme streaming da Gravitas Ventures.